# Australopitec
Australopitecii (Australopithecus; provenit din latinescul australis - „sudic” și grecescul πίθηκος (pithekos) - „maimuță”) sunt un gen de maimuțe antropomorfe, apropiate evolutiv de om, care au existat pe continentul african în timpul Pliocenului târziu și Pleistocenului timpuriu. Australopitecii sunt considerați strămoșii hominidelor din genurile Paranthropus, Kenyanthropus și Homo (care include oamenii actuali).

## Australopithecus afarensis
Specia se precizează după 3,7 mil. ani. Are o talie redusă (1,10 - 1,30 m) și un volum cranian redus (3–400 cm³). Principalele caracteristici sunt poziția bipedă (brahiație sau knuckle-walking, utilizarea membrelor superioare ca balansier), centrul de greutate în centrul de susținere determină o tendință verticală. Modificările scheletale sunt relativ ample la nivelul craniului (scheletul facial este mai gracil și tinde spre reducerea prognatismului, orificiul occipital tinde spre orizontală), al centurii pelviene (osul sacru și iliac) și bazinului (scurtare, adâncire, alungire) datorită modificării centrului de greutate, al coloanei vertebrale (curbura accentuată pentru amortizare și echilibru), al labei piciorului (curbura tălpii) și mâinii (evoluția degetului opozabil). Semnificativ este faptul că o serie de schimbări - în special la nivelul membrelor - par să indice și schimbări neuronale (la nivelul sistemului nervos central). Principalele puncte în care au fost identificate resturi fosile ale lui A. afarensis sunt Hadar (Afar), Etiopia (exemplarul denumit "Lucy", unul dintre cele mai complete schelete identificate până acum), Laetoli (Tanzania, la 40 km S de Olduway). A. afarensis nu are habitat amenajat (adăposturi sub forma paravanelor sau al platformelor amenajate) sau unelte; cel mai probabil, manifesta un comportament specific vânătorilor de talie redusă, cu o preferință accentuată pentru vânătoarea în cooperare și exploatarea cadavrelor lăsate de prădătorii de talie mare.

## Australopithecus robustus
Specia se precizează pe la 3 mil. de ani, iar durata de existență se întinde între 1 și 3 mil. ani. Cu o talie net superioară (1,50 m și un volum cranian de 500–550 cm³), A. robustus reprezintă o evoluție spre specializare în parte datorată și alimentației (orientarea spre vegetale de savană, cu un procent ridicat de silice și celuloză). Amănuntele anatomice sunt următoarele: bipedie perfectă, craniu rotunjit mult peste arcada supraorbitală, unghi închis la baza craniului, creastă sagittală, orificiu occipital care evoluează spre orizontală, arcada  dentară diastemică (I + C < M); probabil poseda un encefal mult mai complex. Exemplarele identificate sunt răspândite pe o arie mult mai largă, iar influența nișelor ecologice variate poate explica unele diferențe care apar între diferitele exemplare. Descoperirile cele mai importante sunt următoarele: Omo/Shungura (Etiopia) - 2,2/1,8 mil. ani; Olduway/Bed 1 (Tanzania) - 1,8 mil. ani, denumit inițial Zinjanthropus boisei, cu un volum cranian de 500 cm³, fața foarte dezvoltată, cutie craniană teșită, creastă sagittală, torus supraorbital, torus (coc) occipital puternic); Swartkrans (Africa de Sud) - 1,8 mil. ani, denumit initial Paranthropus cressidens, mult mai masiv, creastă sagittală, torus supraorbital, dentiție modernă la nivelul molarilor; Chessowanja (Kenya) - 1,8 mil. ani, foarte asemănător cu Swartkrans; Kromdraai (Africa de Sud) - 1,8 mil. ani, denumit inițial Paranthropus robustus, față largă, fosă subtemporală  profundă; East Turkana (Ileret, Koobi Fora) (Kenya) -1,8/1,5 mil. ani, cu un volum cranian de aprox. 500 cm³, craniu foarte robust, dimorfism sexual (creastă sagittală la masculi), prognatism accentuat și molari foarte accentuați în raport cu caninii și premolarii, oase excepțional de groase. Este sub semnul întrebării dacă aceștia au produs unelte (la Olduway, resturi de A. robustus au fost identificate în același nivel cu H. habilis).

## Australopithecus africanus

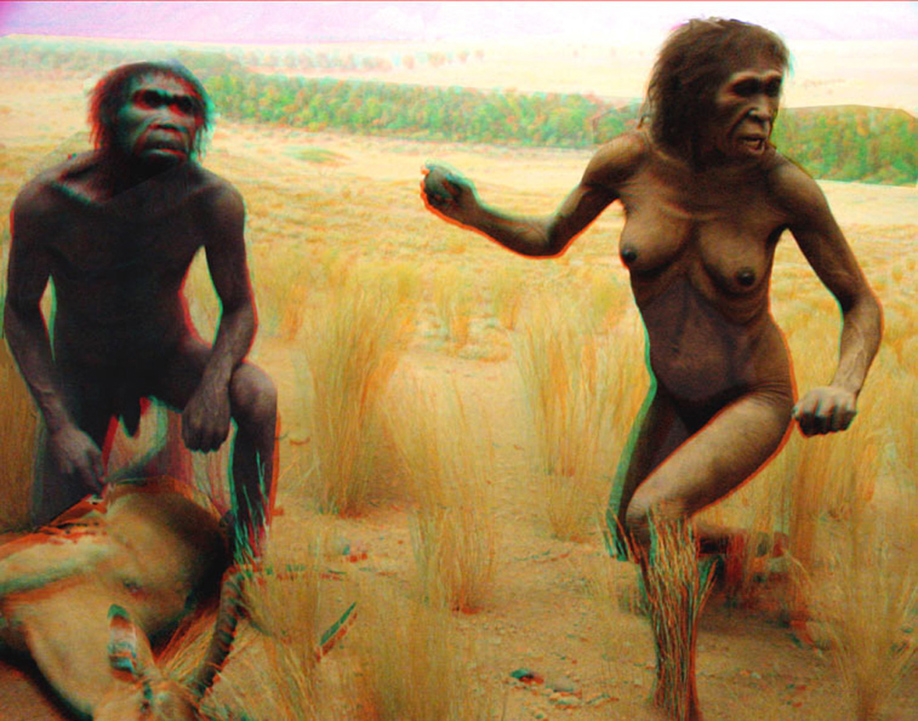
Un cuplu de Austropitetici

Datat între 3 - 1 mil. ani și cu o talie cuprinsă între 1,30 - 1,40 m, A. africanus are un volum cranian de 4–500 cm³. Este mai putin specializat, deci cu o capacitate evolutivă mai mare. În condițiile în care savana era domeniul marilor rumegătoare și a carnasierelor, iar pădurea era apanajul primatelor (în special a celor adaptate la mediul arboricol sau care continuau să aibă mâinile prehensile), singura nișă disponibilă era cea dintre savană și pădure - sau o zonă de tip parkland. Este tipul de nișă care se extinde în Africa cam în aceiași perioadă (3 - 1 mil. ani). Spre deosebire de A. robustus, perfect adaptat unei diete vegetale, A. africanus are un comportament alimentar omnivor (comportamentul ooportunistic este mai accentuat) și, probabil, face primii pași spre vânătoarea cooperativă. De notat este faptul că A. africanus este primul tip de australopitec identificat; în 1925, doctorul sud-african Raymond Dart descoperea la Taung, în Africa de Sud, calota craniană a unui copil de aproximativ 6 ani (cu un posibil volum cranian la maturitate de aprox. 600 cm³) pe care l-a numit Pleisanthropus transvaalensis. Tot Dart este cel care consideră că acești indivizi ar fi creat așa-numita cultură osteodontokeratică (unelte produse din oase, fildeș/dinți de animal și lemn); ipoteza este discutabilă, mai ales că este nevoie de condiții speciale pentru conservarea resturilor organice pe o perioadă așa de lungă. Alte exemplare identificate: Makapansgaat, Africa de Sud (435 cm³); Sterkfontein, Africa de Sud (500 cm³, cu un număr de asemănări cu omul contemporan la nivelul orbitelor, al orificiului nazal și al osului iliac).

## Urmașul australopitecului
Urmașul său pe scara evoluției este Homo habilis.